# Brevennia filictus
Brevennia filictus är en insektsart som först beskrevs av De Lotto 1967.  Brevennia filictus ingår i släktet Brevennia och familjen ullsköldlöss. Inga underarter finns listade i Catalogue of Life.